# A Double Deal in Pork
A Double Deal in Pork est un film muet américain réalisé par Frank Lloyd et sorti en 1915.

## Fiche technique
- Titre : A Double Deal in Pork
- Réalisation : Frank Lloyd
- Scénario : Ruth Ann Baldwin
- Production : Pat Powers pour Powers Picture Plays
- Distribution : Universal Film Manufacturing Company
- Genre : Comédie
- Date de sortie :
  - États-Unis : 21 août 1915

## Distribution
- Rex De Rosselli : John Packer
- Marie Walcamp : Nellie Packer
- Lule Warrenton : Mrs De Knickerbocker
- William Clifford : Tom De Knickerbocker
- Sherman Bainbridge : Black Joe
- Val Paul : Nifty Kid